# Amphiporus sanguineus
Amphiporus sanguineus är en djurart som tillhör fylumet slemmaskar, och som beskrevs av Girard 1853. Amphiporus sanguineus ingår i släktet Amphiporus och familjen Amphiporidae. Inga underarter finns listade i Catalogue of Life.